# Heinz Muhs
Heinz Muhs (* 19. September 1911 in Berlin; † 29. November 1990 vermutlich in Berlin) war ein deutscher Bauingenieur für Grundbau und Bodenmechanik.

## Leben
Muhs studierte 1930 bis 1937 Bauingenieurwesen an den Technischen Hochschulen Berlin-Charlottenburg und München. Ab 1937 war er wissenschaftlicher Mitarbeiter der 1928 gegründeten Deutschen Gesellschaft für Bodenmechanik (Degebo) in Berlin, wo er auch in der Folge blieb. Muhs wurde 1942 an der TU Berlin mit seinen an der Degebo ausgeführten Arbeiten promoviert. Unter anderem war er an Messungen des Drucks des Betons auf Schalungen beteiligt, was damals für militärische Bauvorhaben wie U-Boot-Bunker wichtig war. Nachdem der Leiter der Degebo R. Hoffmann von den sowjetischen Besatzungstruppen interniert worden war, übernahm Muhs 1945 die Leitung der Degebo nach dem Zweiten Weltkrieg. Er hielt ab 1949 auch schon Vorlesungen über bodenmechanisches Versuchswesen und leitete die Ausbildung der Bauingenieurstudenten der TU Berlin im Labor.
Unter Muhs’ Leitung wurden die großen Grundbruchversuche an der Degebo auch nach dem Zweiten Weltkrieg fortgesetzt, aktueller Anlass war der Wiederaufbau Berlins auf den noch stehengebliebenen alten Fundamenten. Muhs schrieb mit Edgar Schultze ein deutschsprachiges Standardwerk über geotechnische Baugrunduntersuchungen, das zuerst 1950 und dann in stark überarbeiteter Form 1967 bei Springer erschien, und war an der frühen Entwicklung der Drucksondierung nach dem Krieg bei der Degebo beteiligt. Muhs bemühte sich dabei immer auch um das Einfließen der Forschung der Degebo in die DIN-Normen, wo er in mehreren Fachausschüssen saß – dafür erhielt er 1978 die DIN-Ehrennadel in Gold. Von ihm stammte Anfang der 1950er Jahre ein vollautomatisiertes Schergerät. Muhs war bis 1975 Leiter der Degebo – unterbrochen nur von einem Forschungsaufenthalt 1952/53 in Australien, wo er Porenwasserdrücke in einem Damm der Snowy Mountains Hydroelectric Facility maß. Sein Nachfolger war Klaus Weiß.
Er war seit 1941 mit Hanny Rohmann verheiratet.